# Whitefield (Grand Manchester)
Pour les articles homonymes, voir Whitefield.
Whitefield est une ville anglaise située dans le district métropolitain de Bury dans le comté du Grand Manchester. En 2001, sa population  était de 23 283 habitants.

## Traduction
- (en) Cet article est partiellement ou en totalité issu de l’article de Wikipédia en anglais intitulé « Whitefield, Greater Manchester » (voir la liste des auteurs).